# Direitos humanos durante a revolução bolivariana na Venezuela

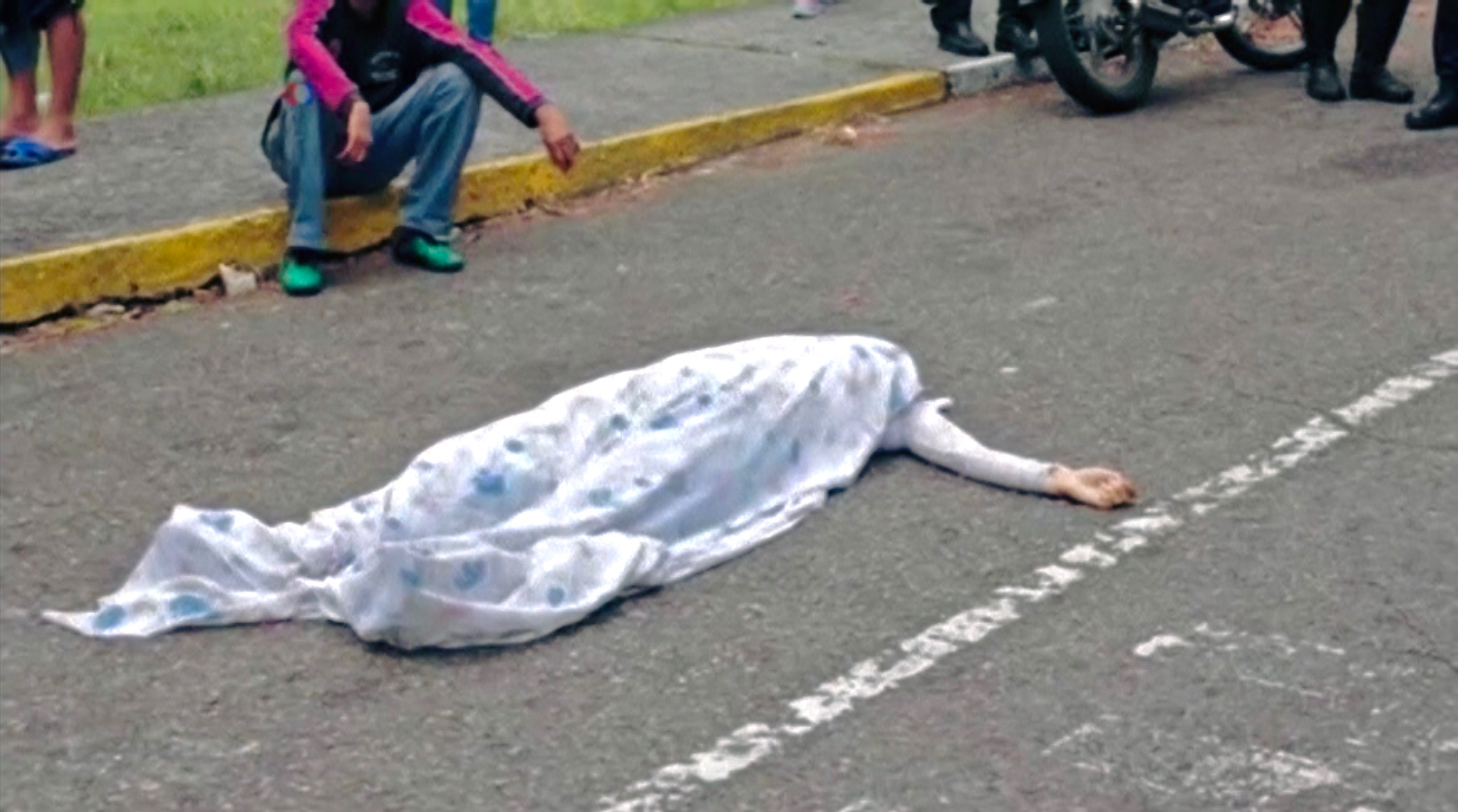
O corpo da manifestante opositora Paola Ramírez, morta por Coletivos pró-Chávez durante os protestos de 2017.

Os Direitos humanos durante a revolução bolivariana na Venezuela referem-se a um conjunto de práticas, acusações e denúncias contra os Governos de Hugo Chávez (1999–2013) e Nicolás Maduro (desde 2013) pela violação sistemática dos direitos humanos na Venezuela, expostos nos relatórios anuais do departamento das Nações Unidas para os Direitos Humanos e de outros organismos nacionais e internacionais.
Luisa Ortega Díaz, procuradora geral da nação durante o terceiro governo de Chávez e o primeiro de Maduro, denunciou em 2018 que no país «existe um genocídio, um plano deliberado por parte de Maduro, o herdeiro de Chávez, de exterminar a população e daqueles que não se submetem, não se subordinam; perseguem-nos, aniquilam-nos ou os obrigam a abandonar o país».

## Contexto

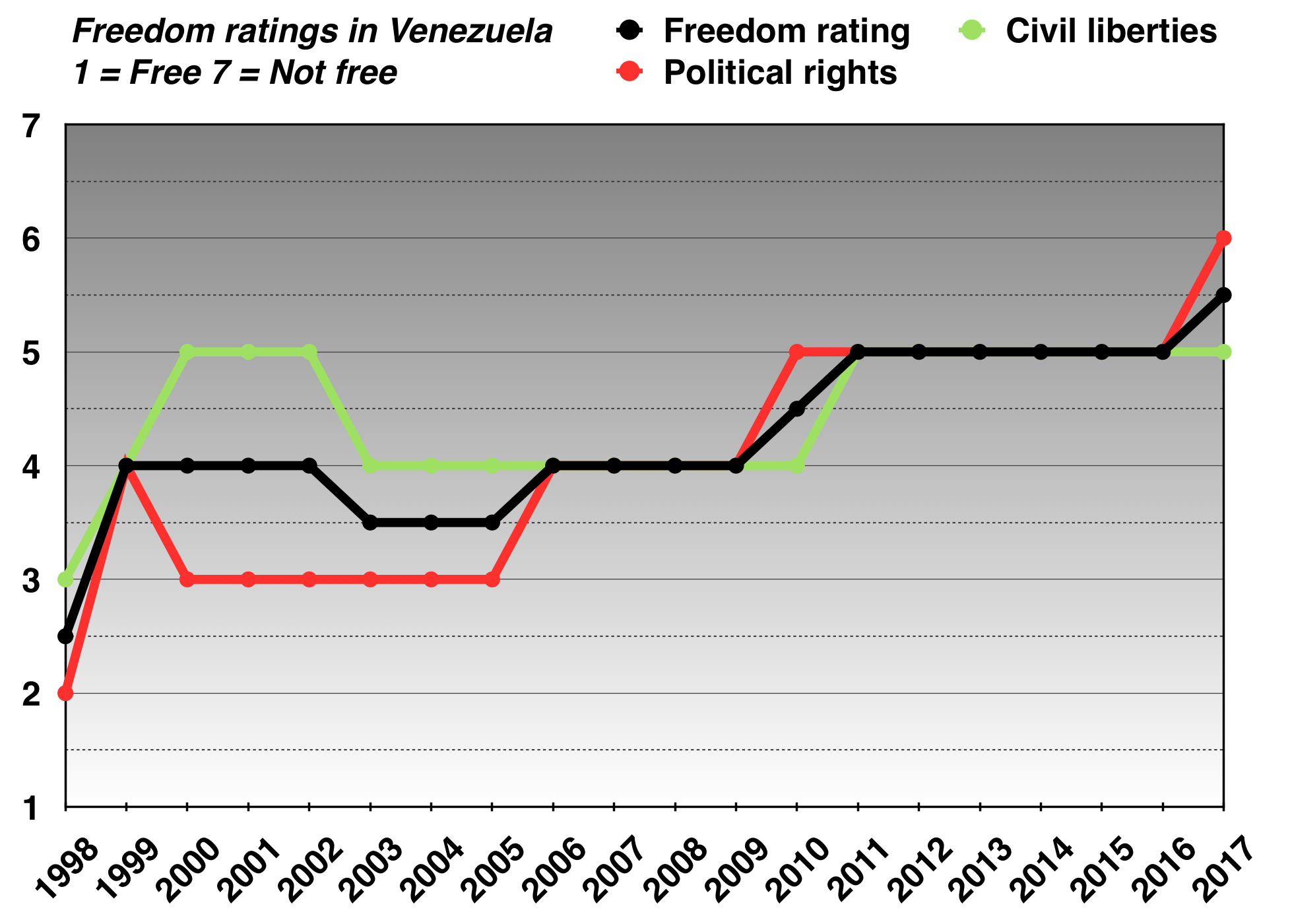
Avaliações de liberdade na Venezuela de 1998 a 2017 (1 = livre, 7 = não livre).

Desde o estabelecimento do chavismo como corrente política na Venezuela no final da década de 1990, surgiram grupos sociais de caráter comunitário autodenominados “coletivos”, que apoiam o Partido Socialista Unido da Venezuela (PSUV) e os governos do ex‑presidente Hugo Chávez e, posteriormente, de Nicolás Maduro. Esses grupos afirmam estar dedicados à promoção da democracia, de grupos políticos e de atividades culturais; no entanto, a maioria atua como grupos paramilitares para a defesa da revolução bolivariana.
Esse comportamento intensificou-se desde o início do mandato de Nicolás Maduro em 2013. Desde então, fatores de oposição à revolução têm documentado e denunciado condutas de intimidação e atos delituosos por parte desses coletivos, com o apoio do Estado, que intervêm nas manifestações oposicionistas para atacar os manifestantes, provocando acontecimentos com consequências trágicas.
Ao finalizar seu mandato constitucional em 2018, Nicolás Maduro solicitou publicamente que se estivesse preparado para o combate caso ocorresse um golpe de Estado contra ele ou uma intervenção militar estrangeira, incentivando ainda mais as atividades ilícitas desses grupos.
Não obstante, os coletivos não foram os únicos grupos que infundem temor na população civil. Desde o início do mandato de Maduro em 2013, as forças de segurança do Estado também têm sido empregadas como instrumentos de intimidação contra a população civil. Durante as manifestações de oposição a Maduro, a intervenção dos órgãos de segurança estatal resultou em elevados números de feridos e mortos, sem que as autoridades competentes punissem os culpados. Destaca-se também o funcionamento das Forças de Ações Especiais (FAES), que, violando a lei mas com apoio do Estado, realizam operações nos setores populares do país para "combater a criminalidade", porém aplicam execuções extrajudiciais contra civis desarmados.
O Estado venezuelano criminalizou de facto o protesto. A prática frequente é acusar os manifestantes de traição à pátria, os quais, em detrimento de seus direitos constitucionais, são julgados em tribunais militares, embora esses tribunais tenham sido originalmente concebidos para processar militares e não civis.
A respeito do exposto, o Comissão Interamericana de Direitos Humanos publicou em 2018 um relatório no qual se documentava que as forças de segurança do Estado utilizavam detenções arbitrárias como mecanismo para intimidar os dissidentes do governo de Nicolás Maduro. O documento também denuncia que as pessoas detidas frequentemente eram submetidas a torturas e maus-tratos, e expõe casos em que membros das forças de segurança, responsáveis pela execução extrajudicial de manifestantes, foram liberados mesmo estando sujeitos a ordens judiciais de prisão ou permaneceram retidos em delegacias ou quartéis militares, onde podiam se mover livremente sem serem tratados como detidos. Posteriormente, em março de 2019, Michelle Bachelet, Alto Comissária das Nações Unidas para os Direitos Humanos, apresentou seu relatório oral no qual denunciava os atos delituosos cometidos pelos coletivos armados pró-governamentais, destacando também as execuções extrajudiciais praticadas pela FAES e a negativa expressa do Ministério Público em iniciar investigações sobre tais fatos. Inclusive, a oposição denunciou que Iris Varela, ministra do Serviço Penitenciário, liberou presos em diversas ocasiões para atacar os participantes das diversas manifestações oposicionistas.
De fato, a tendência na alta esfera do chavismo é a disseminação de ódio contra a oposição venezuelana, que é vista não como um adversário político, mas como um inimigo que deve ser erradicado. É exemplo disso, Diosdado Cabello, que, através de seu programa “Con el mazo dando”, transmitido pelo canal estatal Venezolana de Televisión (VTV), acusa publicamente diversos indivíduos da oposição de distintos delitos, mesmo sem apresentar provas de suas acusações.
Mesmo o próprio Nicolás Maduro, em 2018, ameaçou aplicar execuções extrajudiciais a qualquer opositor que considerasse "terrorista", em alusão ao assassinato do ex‑funcionário Óscar Alberto Pérez pelas mãos de efetivos de segurança do Estado.
Em 2 de  julho de 2021, Michelle Bachelet publicou um novo relatório de 21 páginas sobre a situação dos direitos humanos na Venezuela, no âmbito de um mandato do Conselho de Direitos Humanos da ONU de 2019 a 30 de abril de 2021. O relatório foca em acontecimentos relacionados às violações do direito à vida, torturas e maus-tratos, condições de detenção, violência sexual, falhas no acesso à justiça e reparações adequadas, e violações das liberdades de associação, de opinião e de expressão. O Escritório de Bachelet continuou recebendo denúncias de torturas, maus-tratos cruéis, desumanos e degradantes contra detidos por razões políticas ou presos comuns. Bachelet destacou o desaparecimento de pessoas, como nos casos do militar Antonio Sequea Torres, do tenente-coronel Juan Antonio Hurtado Campos (desaparecido desde setembro de 2018) e de Hugo Enrique Marino Salas (desaparecido desde abril de 2019).

## Tratados internacionais
A Constituição da República Bolivariana da Venezuela estabelece, em seu artigo 23, que "os tratados, pactos e convenções relativos aos direitos humanos, subscritos e ratificados pela Venezuela, têm hierarquia constitucional e prevalecem na ordem interna, na medida em que contenham normas sobre seu gozo e exercício mais favoráveis às estabelecidas por esta Constituição e pela lei da República, e são de aplicação imediata e direta pelos tribunais e demais órgãos do Poder Público".
Os principais instrumentos internacionais em matéria de tortura, subscritos e ratificados pelo Estado venezuelano, são:
- Sistema Universal. A Convenção contra a Tortura e Outros Tratamentos ou Penas Cruéis, Desumanos ou Degradantes (10 de dezembro de 1984) indica em seu artigo 1: "entender-se-á pelo termo 'tortura' todo ato pelo qual se inflija intencionalmente a uma pessoa dores ou sofrimentos graves, sejam eles físicos ou mentais, com o fim de obter dela ou de um terceiro informação ou uma confissão, de castigá-la por um ato que tenha cometido, ou de que se suspeite que tenha cometido, ou de intimidar ou coagir essa pessoa ou outras, ou por qualquer razão baseada em qualquer tipo de discriminação, quando tais dores ou sofrimentos sejam infligidos por um funcionário público ou outra pessoa no exercício de funções públicas, por instigação sua, ou com seu consentimento ou aquiescência. Não serão consideradas torturas as dores ou sofrimentos que sejam consequência unicamente de sanções legítimas, ou que sejam inerentes ou incidentais a estas.[23]

- Sistema Interamericano. A Convenção Interamericana para Prevenir e Sancionar a Tortura (9 de dezembro de 1985) estabelece em seu artigo 1: "Para os efeitos da presente Convenção, entender-se-á por tortura todo ato realizado intencionalmente pelo qual se inflijam a uma pessoa penas ou sofrimentos físicos ou mentais, com fins de investigação criminal, como meio intimidador, como castigo pessoal, como medida preventiva, como pena ou com qualquer outro fim. Entender-se-á também como tortura a aplicação sobre uma pessoa de métodos tendentes a anular a personalidade da vítima ou a diminuir sua capacidade física ou mental, embora não causem dor física ou angústia psíquica."[24]

- O Estatuto de Roma. A tortura é um dos crimes de lesa humanidade estabelecidos no Estatuto de Roma, "quando cometida como parte de um ataque generalizado ou sistemático contra uma população civil e com conhecimento de tal ataque", indica o artigo 7 do referido estatuto.

- O Protocolo de Istambul (9 de agosto de 1999), um manual para a investigação e documentação eficientes de torturas e outros tratamentos ou penas cruéis, desumanos ou degradantes.

## História

### Tortura
A advogada criminalista e ativista dos direitos humanos Tamara Sujú vem reunindo casos de tortura registrados na Venezuela entre 2002 e 2014 e formalizou sua denúncia contra Nicolás Maduro na Corte Penal Internacional em  julho de 2016, quando apresentou à Corte um dossiê com 65 incidentes. Ela o atualizou em maio de 2017, acrescentando outros casos. Em 5 de abril de 2017, Sujú foi convidada ao InterAmerican Institute for Democracy para narrar os casos de tortura na Venezuela e o dossiê do país na Corte.

### Presidência de Hugo Chávez
Em outubro de 2001, Hugo Chávez criou os círculos bolivarianos, e ocorreram ações violentas por parte de alguns deles, bem como o papel que essa violência organizada poderia estar desempenhando como parte do projeto político chavista. A oposição venezuelana os qualificou como "círculos do terror" devido ao seu papel como braço repressivo do governo de Chávez, durante os anos 2002, 2003 e 2004, quando ocorreram centenas de ataques contra políticos, jornalistas e a sociedade civil opositora a Chávez.
Em 2003, uma cidadã e três militares vinculados aos soldados sublevados na Plaza Altamira durante o paro geral de 2002 foram assassinados. Zaida Peraza, de 28 anos; Darwin Argüello, de 21; Ángel Salas, de 21; e Félix Pinto, de 22, foram encontrados em dois locais diferentes nos arredores de Caracas com sinais de terem sido torturados, amarrados pelos pés e mãos, tendo sido assassinados com tiros de escopeta à curta distância. O líder do grupo, o general Enrique Medina Gómez, declarou que várias testemunhas viram como os militares, juntamente com duas mulheres que os acompanhavam, foram detidos e obrigados a embarcar em duas camionetas por homens vestidos de preto e com os rostos cobertos por capuzes.

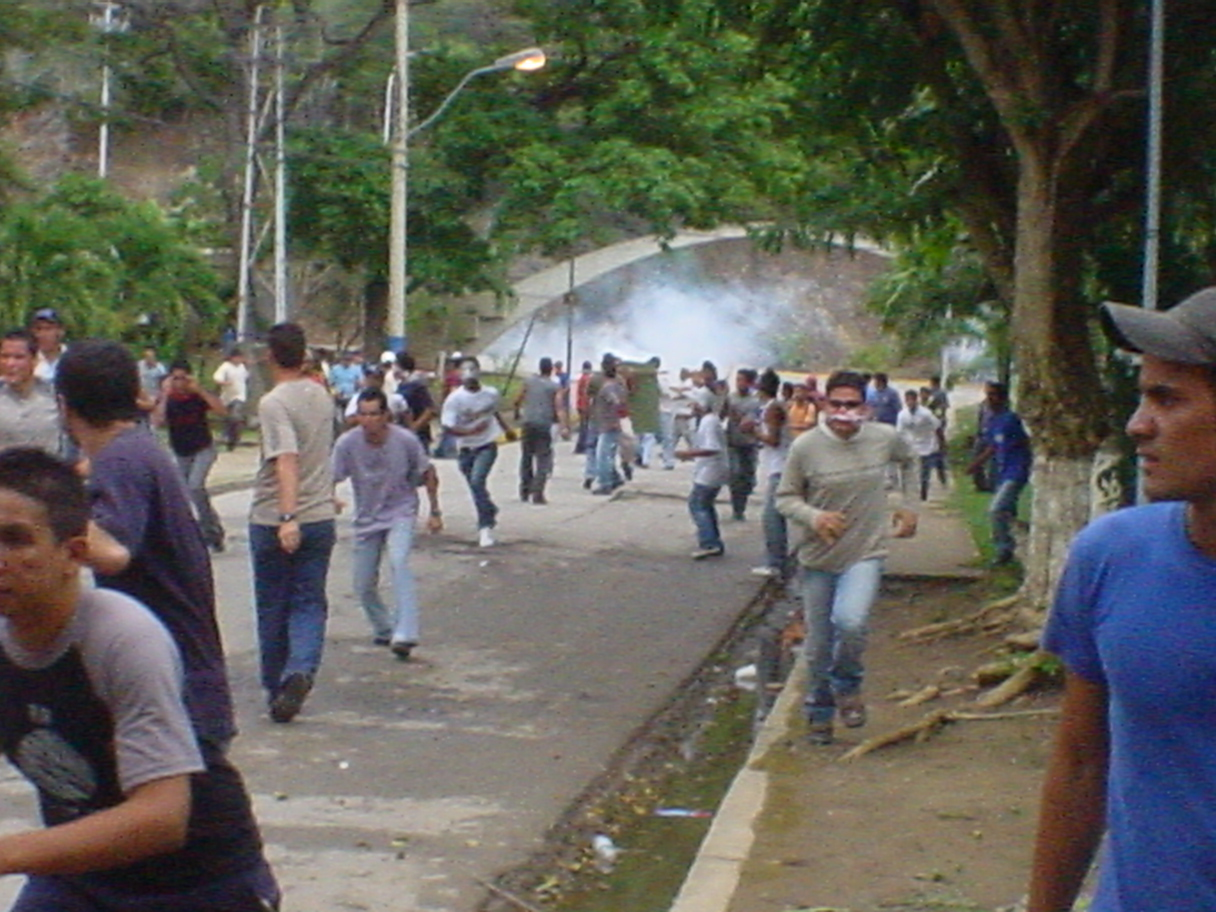
Protestas na Venezuela de 2004.

Entre 27 de fevereiro e 4 de março de 2004, as manifestações antigovernamentais resultaram em reiterados confrontos violentos com a polícia e as forças de segurança em diferentes locais do país. Também os apoiadores do governo realizaram manifestações. Segundo informações recebidas pela Amnistia Internacional, no contexto desses 7 dias de tumultos, 14 pessoas morreram em circunstâncias ainda não esclarecidas e mais de 200 ficaram feridas, havendo denúncias críveis de uso excessivo da força por parte das forças de segurança. Além disso, foram realizadas mais de 500 detenções e houve denúncias de tortura e maus-tratos. Também foi apontado que muitos dos manifestantes detidos pareciam não ter sido "levados a um juiz dentro do prazo legal".
A Venezuela foi classificada como a nação menos democrática da América do Sul no Índice de Democracia da Unidade de Inteligência da The Economist de 2008. Também em 2008, a Freedom House eliminou a Venezuela de sua lista de países que possuem uma democracia representativa. Em 2009, a Comissão Interamericana de Direitos Humanos publicou um relatório no qual afirmava que o governo da Venezuela praticava "repressão e intolerância".
A juíza María Lourdes Afiuni foi detida em 17 de dezembro de 2009 no Instituto Nacional de Orientação Feminina (INOF), uma prisão feminina nos arredores de Caracas. Em janeiro de 2010, a promotoria apresentou acusações oficiais contra Afiuni por supostas irregularidades na libertação de Eligio Cedeño. Em 1º de  julho de 2015, ela fez declarações à corte onde descreveu a violação sexual a que foi submetida na prisão, razão pela qual foi submetida a uma histerectomía e reconstrução de seus órgãos sexuais e bexiga, além do comprometimento de um de seus seios, o qual está necrosado em 25% devido a um chute dado com uma bota militar por um de seus guardas.
O Parlamento Europeu aprovou uma resolução em fevereiro de 2010 expressando "preocupação com o movimento em direção ao autoritarismo" de Chávez. Em 2011, a Human Rights Watch denunciou o governo de Chávez por acabar com a independência judicial, atacar a liberdade de expresión, perseguir jornalistas e opositores políticos, além dos abusos das forças de segurança do Estado, que assassinaram 7.998 pessoas entre janeiro de 2000 e o primeiro trimestre de 2009.

Segundo as Nações Unidas, houve 31.096 denúncias por violações dos direitos humanos recebidas entre os anos de 2011 e 2014. Das 31.096, 3,1% resultaram apenas em acusação por parte do Ministério Público venezuelano. No relatório da Freedom House de 2013, criticou-se o governo do presidente Nicolás Maduro por:
"um aumento na aplicação seletiva de leis e regulamentos contra a oposição para minimizar seu papel como controle do poder do governo"
 O que resultou em uma tendência de queda na classificação de liberdade da Venezuela.

### Protestas na Venezuela de 2014

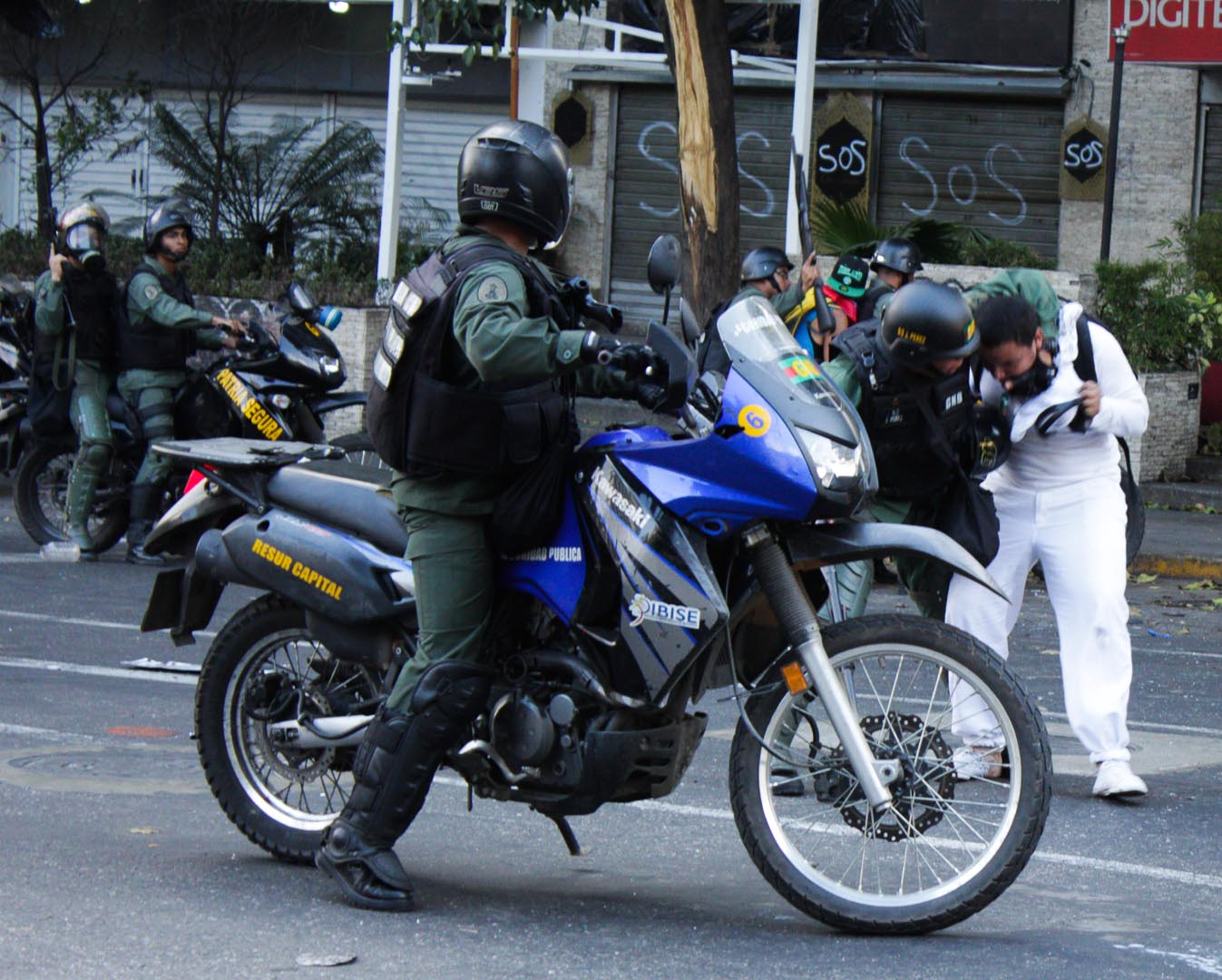
GNB confrontando manifestantes da oposição.

Durante as protestas na Venezuela de 2014, a ONG Foro Penal documentou 33 casos de tortura contra detidos, afirmando que os abusos foram «contínuos e sistemáticos» e que as autoridades venezuelanas eram «acusadas, em geral, de agredir os detidos, em muitos casos violentamente, e muitas pessoas indicaram que as forças de segurança lhes roubaram, levando seus telefones celulares, dinheiro e joias». Essas torturas, algumas por parte do Serviço Bolivariano de Inteligência Nacional, incluíam espancamentos, choques elétricos e asfixia, além de tortura psicológica. Aos detidos seria negado o acesso a advogados e seriam obrigados a assinar uma ata onde declarariam que haviam sido assistidos por advogados de defesa. Amnistía Internacional corroborou essa informação, indicando que a «tortura é comum» por parte das autoridades venezuelanas contra os manifestantes. Em um relatório intitulado Castigados por Protestar, após investigação realizada em março durante as manifestações, a Human Rights Watch afirmou que os detidos por autoridades do governo foram sujeitos a "abusos físicos severos"; alguns deles incluíam espancamentos:
"a socos, com capacetes, e armas de fogo; choques elétricos ou queimaduras; ser obrigados a sentar agachados ou ajoelhados, sem se mover, por várias horas; ser algemados a outros detidos, algumas vezes em pares e outras vezes em correntes humanas de dezenas de pessoas, por várias horas; e exposição a longos períodos de calor ou frio intenso".
 Também relatou que:
"muitas vítimas e familiares com os quais conversamos disseram que acreditavam que poderiam ser vítimas de represálias por parte da polícia, membros da guarda ou gangues simpatizantes do Governo se denunciassem os abusos".
 Em um caso, um grupo de homens afirmou que estavam deixando uma manifestação que havia se tornado violenta, «os soldados cercaram o veículo, quebraram as janelas e lançaram gás lacrimogêneo para dentro». Um homem disse que um soldado lhe «disparou com uma espingarda em disparo direto» enquanto estava no veículo. Os homens foram então «retirados do veículo e violentamente agredidos», depois um soldado «esmagou suas mãos com a coronha de sua espingarda, dizendo-lhes que era o seu castigo por atirarem pedras». O veículo foi então incendiado. Um manifestante afirmou que, enquanto estava detido, os soldados «o chutaram repetidamente». Os manifestantes com os quais estavam «foram algemados juntos, ameaçados com um cão de ataque, obrigados a permanecer ajoelhados por longos períodos, agredidos e pulverizados com spray de pimenta». O manifestante disse ainda que foi «agredido tão fortemente com o capacete de um soldado que ouviu-o quebrar». Uma mulher também relatou que estava com sua filha quando «foram recolhidas por soldados da Guarda Nacional, levadas juntamente com outras seis mulheres a um posto militar e entregues a soldadas». As mulheres relataram, ainda, que «os soldados as agrediram, chutaram e ameaçaram matá-las». As mulheres também afirmaram que os soldados ameaçaram violá-las, cortaram seus cabelos e «foram deixadas em liberdade somente após obrigá-las a assinar um documento indicando que não haviam sido maltratadas».
O El Nuevo Herald afirmou que os estudantes manifestantes haviam sido torturados por forças do governo para obrigá-los a admitir sua participação em um plano conjunto com indivíduos estrangeiros para derrubar o governo venezuelano. Além das torturas, estudantes denunciaram que foram vítimas de abuso sexual por parte da Guardia Nacional Bolivariana; o Foro Penal denunciou que, em Carabobo, teriam sido torturados durante cinco horas, ajoelhados enquanto estavam confinados pelas autoridades, e que todos os estudantes foram sodomizados com um fuzil automático. Relataram que, após o fato, os corpos tiveram de ser "limpos com um pano embebido em gasolina devido à quantidade de sangue causada pelos ferimentos". Adicionalmente, destaca-se o caso de Juan Manuel Carrasco, agredido e violentado sexualmente por funcionários da GNB, cujas provas forenses realizadas posteriormente corroboram a violação, desmentindo a promotoria.
O diretor do Foro Penal, Alfredo Romero, pediu tanto à oposição quanto ao governo venezuelano que prestassem atenção aos apelos sobre as violações dos direitos humanos que não tinham sido ouvidos. Também informou que uma mulher havia sido torturada com choques elétricos nos seios. O Foro Penal venezuelano afirmou que os estudantes, após serem presos, eram torturados com choques elétricos, espancamentos e ameaçados de serem queimados vivos depois de serem embebidos em gasolina. A Procuradoria Geral da Venezuela relatou que estava realizando 145 investigações relacionadas a abusos dos direitos humanos e que 17 oficiais de segurança haviam sido detidos em relação a esses fatosLa Tumbas. O presidente Maduro e outros funcionários governamentais reconheceram que ocorreram abusos aos direitos humanos, mas afirmaram tratar-se de casos isolados e não de um padrão sistemático. Quando os partidos de oposição solicitaram um debate sobre a tortura na Assembleia Nacional, o governo venezuelano opôs-se, acusando a oposição de violência e afirmando, «os violentos não somos nós, os violentos estão em um grupo da oposição».

### La Tumba
Em 2 de março de 2015, a Comissão Interamericana de Direitos Humanos decretou medidas cautelares de proteção na resolução 6/2015 a favor de Lorent Saleh e Gerardo Carrero, como resposta ao pedido feito em 8 de  julho de 2013 por Tamara Sujú em nome do Foro Penal, no qual solicitou ao organismo que exigisse do governo venezuelano a proteção da vida e da integridade pessoal de Saleh e, mais adiante, também a proteção de Carrero pela suposta violação de seus direitos humanos. O documento da CIDH relata que Saleh e Guerrero:
“estariam localizados em um porão (cinco andares abaixo do solo), conhecido como La Tumba, do edifício que funciona como sede principal do Serviço Bolivariano de Inteligência Nacional (SEBIN)”
Onde são submetidos a um:
“isolamento prolongado sem contato com outras pessoas, em um espaço confinado de 2×3 metros, com câmeras de vídeo e microfones em cada uma de suas celas, sem acesso à luz do sol ou ao ar livre”
E que os dois presos denunciaram que sofrem de:
“crises nervosas, problemas estomacais, diarreia, vômitos, espasmos, dores nas articulações, dores de cabeça, dermatite, ataques de pânico, distúrbios musculares e desorientação temporal”
Sem “supostamente receber atenção médica adequada”. A Comissão considerou que os estudantes "se encontram em uma situação de gravidade e urgência, pois suas vidas e integridade pessoal estariam em risco", e, de acordo com o artigo 25 do Regulamento da CIDH, solicitou ao governo venezuelano que adotasse as medidas necessárias para preservar a vida e a integridade pessoal dos detidos, particularmente proporcionando a atenção médica adequada conforme as condições de suas patologias, e que assegurasse que suas condições de detenção se adequassem a padrões internacionais, considerando seu atual estado de saúde. Em 20 de abril, Lorent tentou suicidar-se em sua cela, fato que foi evitado pelos funcionários do SEBIN. Seu advogado denunciou que, até então, não havia recebido resposta do Ministério Público quanto ao pedido de realizar avaliações psiquiátricas a Lorent Saleh e a Gabriel Valles Sguerzi.

### Protestas na Venezuela de 2017
O Alto Comissariado das Nações Unidas para os Direitos Humanos (ACNUDH) denunciou o «uso generalizado e sistemático de força excessiva» durante as manifestações e responsabilizou o governo, afirmando que «vários milhares de pessoas foram detidas arbitrariamente, muitas delas vítimas de maus-tratos e até de torturas». Em 14 de setembro de 2017, Tamara Sujú denunciou perante a Organização dos Estados Americanos (OEA) 289 casos de tortura, incluindo incidentes durante as protestas na Venezuela de 2017 e 192 casos de torturas sexuais, na primeira audiência da organização para analisar crimes de lesa humanidad no país.

### Eleições presidenciais de 2018
O médico José Alberto Marulanda foi preso em 20 de maio de 2018 por oficiais da Dirección General de Contrainteligencia Militar (DGCIM), no dia em que se realizaram as eleições presidenciais na Venezuela. Durante sua detenção, Marulanda foi torturado por funcionários, chegando a ficar surdo do ouvido direito após um golpe e a perder a sensibilidade nas mãos. Em novembro de 2018, seis meses após sua detenção, sua audiência havia sido adiada seis vezes.

### Detenções arbitrárias

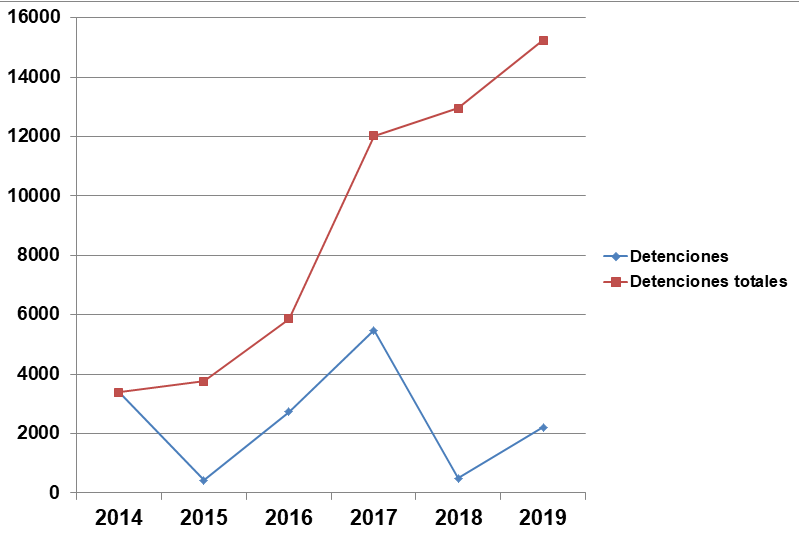
Detenções arbitrárias na Venezuela entre 2014 e 2019, segundo o Foro Penal. Prisões por ano em azul e prisões no total em vermelho.

Entre 2009 e 2018, o Espaço Público registrou um total de 55 detenções de pessoas por divulgação de conteúdos através das redes sociais. As detenções arbitrárias são a modalidade mais representativa da intolerância estatal online, não só pelos danos que causam à integridade pessoal e social, mas também porque refletem a incompreensão da vida digital ao tentar transpor supostos delitos "offline" para a dinâmica descentralizada e horizontal da web. 67% (37) das pessoas detidas entre 2009 e 2018 usaram Twitter. Basicamente, os conteúdos publicados estavam relacionados a opiniões sobre temas políticos, previsões astrológicas, divulgação de informação pública, opiniões sobre a crise nacional em seus diferentes tópicos ou casos de corrupção.

### 2024 Expulsão de pessoal do escritório de DDHH
Em 15 de fevereiro de 2024, o Governo suspendeu o Gabinete do Alto Comissariado das Nações Unidas para os Direitos Humanos em relação à opinião de Volker Türk sobre a detenção de liberdade da ativista de direitos humanos venezuelana Rocío San Miguel Nicolás Maduro acusou a organização de se tornar o "escritório particular" de um "grupo de golpistas e terroristas" e deu três dias ao seu pessoal para deixar a Venezuela, ordenando a saída do mesmo em 72 horas. A porta-voz do Alto Comissariado, Ravina Shamdasani, lamentou a decisão e afirmou que “nossos princípios orientadores têm sido e continuarão sendo a promoção e a proteção dos direitos humanos” dos venezuelanos, enquanto uma porta-voz dessa instituição disse que os integrantes daquele escritório continuarão suas atividades a partir do Panamá.

## Monitoramento da CIDH
A Comissão Interamericana de Direitos Humanos tem se ocupado da tortura na Venezuela através de seus relatórios anuais e especiais. No Relatório País, publicado em 22 de junho de 2018, é apontado: "A Comisión ha venido haciendo seguimiento a información sumamente preocupante sobre alegadas torturas y tratos crueles, inhumanos y degradantes cometidos por agentes estatales, contra personas privadas de libertad en Venezuela. Con anterioridad al 2017 ya existían denuncias sobre actos de esta naturaleza altamente reprochables. En particular, en el 2015 la CIDH recibió información de 51 casos de presuntas torturas, tratos crueles, inhumanos y degradantes, solo entre janeiro y junho, lo cual hacía un incremento de 28% de respecto del año anterior. En  julho de 2016, se denunció que, desde el mes de maio, el Serviço Bolivariano de Inteligência Nacional y la Guardia Nacional Bolivariana habrían detenido a 21 personas, la maioría de las cuales afirmó haber sido torturadas o haber sufrido otros abusos mientras estuvieron bajo custodia. Se informó, además, sobre la individualización de 18 víctimas de tortura, lo que representaría un incremento de 300% respecto al 2015. Asimismo, durante el 2016 se identificaron 473 víctimas de tratos o penas crueles, inhumanas o degradantes, 320 menos que en el 2015, y destacó “la ocurrencia de casos que involucraron a grupos de víctimas que superan la decena, y que se produjeron en recintos carcelarios”.

## Aplicação do Sippenhaft
A justiça venezuelana vem aplicando algo semelhante ao sistema Sippenhaft utilizado pelos nazistas, quando um opositor é perseguido politicamente, optando por deter seus familiares mais próximos para obrigá-los a se entregar.

## Massacres

### Na presidência de Hugo Chávez
| Massacres | Mortes |
| --- | ------ |
| Puente Llaguno: Nas proximidades da ponte Llaguno, em Caracas, enfrentaram-se chavistas e antichavistas no âmbito do golpe de Estado de 2002, no confronto morreram 19 pessoas, das quais 12 eram opositoras e 7, oficialistas; atiradores de elite do governo dispararam a partir de edifícios próximos. | 19     |
| La Paragua: No setor de La Paragua, no Estado Bolívar, seis mineiros foram emboscados e assassinados por membros militares, sendo que as forças do Estado já haviam realizado repressões naquela zona. | 6      |
| Táchira: No setor do Municipio Fernández Feo, no Estado Táchira, 12 pessoas foram sequestradas, sendo que 11 foram encontradas mortas; segundo as autoridades venezuelanas, os mortos eram paramilitares colombianos "treinando" em território nacional.                                                  | 12     |

### Na presidência de Nicolás Maduro
| Massacres | Mortes |
| --- | ------ |
| Amazonas: As políticas policiais, denominadas como Operación Liberación del Pueblo, executaram 34 detentos que protestavam pelas péssimas condições de seu centro penitenciário. | 34     |
| Barlovento: As políticas policiais, denominadas como Operación Liberación del Pueblo, executaram 12 jovens que estavam detidos por supostamente serem criminosos.                | 12     |
| Coro: No Estado Falcón, a Guardia Nacional Bolivariana assassinou sem motivo uma mãe e sua filha.                                                                                | 2      |
| Acarigua: No Estado Portuguesa, as autoridades assassinaram 29 detentos durante um motim em que pediam permissão para a visita de familiares.                                    | 29     |

## Vítimas notáveis
- Rafael Acosta Arévalo, militar venezuelano, torturado pela Dirección General de Contrainteligencia Militar, faleceu em decorrência de seus ferimentos.
- Williams Aguado, cirurgião venezuelano, detido pela Dirección General de Contrainteligencia Militar.
- Fernando Albán Salazar, político opositor venezuelano, torturado pelo Servicio Bolivariano de Inteligencia Nacional, faleceu em decorrência de seus ferimentos.
- Wuilly Arteaga, ativista venezuelano, detido pelas manifestações de 2017, encontra-se exilado.
- Wilmer Azuaje, político venezuelano, detido pelo Cuerpo de Investigaciones Científicas, Penales y Criminalísticas.
- Vasco da Costa, ativista venezuelano, detido pelo Servicio Bolivariano de Inteligencia Nacional.
- Villca Fernández, dirigente estudantil venezuelano, detido pelo Servicio Bolivariano de Inteligencia Nacional.
- Andrés Hurtado, personalidade televisiva peruana, detido durante uma ação humanitária.
- Jesús Medina Ezaine, jornalista venezuelano, denunciou tortura, atualmente encontra-se detido.
- José Alberto Marulanda, cirurgião venezuelano, detido pela Dirección General de Contrainteligencia Militar.
- Juan Caguaripano, detido pelo Ataque al fuerte de Paramacay.
- Juan Manuel Carrasco, estudante hispano-venezuelano, detido pelas manifestações de 2014.
- María Lourdes Afiuni, juíza venezuelana, atualmente encontra-se encarcerada.
- Igbert Marín Chaparro, militar venezuelano, detido pela Dirección General de Contrainteligencia Militar, encontra-se detido.
- Karen Palacios, ativista venezuelana, detida pela Dirección General de Contrainteligencia Militar.
- Renzo Prieto, venezuelano torturado.
- Juan Requesens, deputado venezuelano, encarcerado por supostamente participar do atentado de Caracas de 2018.
- Miguel Rodríguez Torres, ministro venezuelano, detido pelo Servicio Bolivariano de Inteligencia Nacional por se afastar do governo de Nicolás Maduro.
- Lorent Saleh, ativista venezuelano, detido pelo Servicio Bolivariano de Inteligencia Nacional, atualmente exilado.
- Ángel Vivas, desertor militar venezuelano, detido por participar das manifestações de 2014 e 2017.
- Edgar Zambrano, político venezuelano, detido pelo Servicio Bolivariano de Inteligencia Nacional, após participar da Operación Libertad.

Pelo menos 11 presos políticos faleceram sob a custódia do regime de Maduro desde 2015.

## Reações

### Relatórios internacionais sobre a Venezuela
As manifestações antigovernamentais durante 2014, 2017 e 2019 foram objeto de pronunciamentos de organismos internacionais:
- Comitê contra a Tortura: "O Comitê expressa seu alarme diante de informações concomitantes que denunciam atos de tortura e maus-tratos de pessoas presas no âmbito das manifestações ocorridas entre fevereiro e  julho de 2014. Tais atos incluiriam espancamentos, choques elétricos, queimaduras, asfixia, violação sexual e ameaças, supostamente com o objetivo de destruir provas das atuações das forças de segurança, obter informações, punir, obter confissões e por discriminação de gênero. O Comitê observa que, das 185 investigações conduzidas pelo Ministério Público por tratamento cruel, somente foram apresentadas 5 acusações, e as 2 investigações por tortura ainda estão em curso. Preocupa o Comitê que, segundo as informações recebidas, uma grande parte dos afetados não teria denunciado os fatos por medo de represálias e alguns teriam sido ameaçados após denunciá-los".[79]

- Alto Comissariado para os Direitos Humanos das Nações Unidas: "Os agentes de segurança, notadamente os membros do SEBIN, da DGCIM e da GNB, recorreram a tais medidas para intimidar e punir os detidos, bem como para extrair confissões e informações. Os casos mais graves ocorreram, em geral, em instalações do SEBIN, da DGCIM e do exército, em todo o país (...) Os casos documentados pelo ACNUDH, juntamente com as informações recolhidas, indicam que os maus-tratos e a tortura infligidos a pessoas privadas de liberdade por terem expressado certas opiniões políticas ou por terem exercido seus direitos humanos não são incidentes isolados. Pelo contrário, foi documentado que as mesmas formas de maus-tratos foram cometidas por agentes de diferentes unidades de segurança em todo o país, em diversos centros de detenção e com o suposto conhecimento de oficiais superiores, o que demonstra claramente a existência de um padrão de conduta”.[80]

- A Missão Internacional Independente de Investigação sobre a Venezuela descreveu, em seu segundo relatório em 2021, que, com base em entrevistas realizadas no país, forças de segurança e de inteligência aplicavam o princípio de Sippenhaftung e "utilizavam táticas criminosas, incluindo o sequestro ou a detenção de membros da família de opositores reais ou percebidos, para efetivar as prisões".[81]